# Chloroclystis suffusa
Chloroclystis suffusa är en fjärilsart som beskrevs av Hudson 1928. Chloroclystis suffusa ingår i släktet Chloroclystis och familjen mätare. Inga underarter finns listade i Catalogue of Life.